# Chapdas e Biaufòrt
Chapdes-Beaufort és un municipi francès situat al departament del Puèi Domat i a la regió d'Alvèrnia-Roine-Alps. L'any 2007 tenia 988 habitants.

## Demografia

### Població
El 2007 la població de fet de Chapdes-Beaufort era de 988 persones. Hi havia 408 famílies de les quals 112 eren unipersonals (52 homes vivint sols i 60 dones vivint soles), 144 parelles sense fills, 128 parelles amb fills i 24 famílies monoparentals amb fills.
La població ha evolucionat segons el següent gràfic:
Habitants censats

### Habitatges
El 2007 hi havia 553 habitatges, 416 eren l'habitatge principal de la família, 68 eren segones residències i 69 estaven desocupats. 513 eren cases i 34 eren apartaments. Dels 416 habitatges principals, 351 estaven ocupats pels seus propietaris, 52 estaven llogats i ocupats pels llogaters i 13 estaven cedits a títol gratuït; 3 tenien una cambra, 24 en tenien dues, 67 en tenien tres, 141 en tenien quatre i 181 en tenien cinc o més. 336 habitatges disposaven pel capbaix d'una plaça de pàrquing. A 161 habitatges hi havia un automòbil i a 213 n'hi havia dos o més.

### Piràmide de població
La piràmide de població per edats i sexe el 2009 era:
| Homes | Edats   | Dones |
| ----- | ------- | ----- |
| 0     | 95 o +  | 0     |
| 0     | 90 a 94 | 4     |
| 4     | 85 a 89 | 8     |
| 8     | 80 a 84 | 4     |
| 20    | 75 a 79 | 28    |
| 12    | 70 a 74 | 36    |
| 24    | 65 a 69 | 32    |
| 32    | 60 a 64 | 28    |
| 40    | 55 a 59 | 24    |
| 24    | 50 a 54 | 28    |
| 44    | 45 a 49 | 24    |
| 56    | 40 a 44 | 36    |
| 32    | 35 a 39 | 48    |
| 40    | 30 a 34 | 24    |
| 16    | 25 a 29 | 12    |
| 12    | 20 a 24 | 16    |
| 44    | 15 a 19 | 28    |
| 44    | 10 a 14 | 44    |
| 28    | 5 a 9   | 52    |
| 8     | 0 a 4   | 8     |

## Economia
El 2007 la població en edat de treballar era de 614 persones, 454 eren actives i 160 eren inactives. De les 454 persones actives 426 estaven ocupades (241 homes i 185 dones) i 28 estaven aturades (11 homes i 17 dones). De les 160 persones inactives 53 estaven jubilades, 51 estaven estudiant i 56 estaven classificades com a «altres inactius».

### Ingressos
El 2009 a Chapdes-Beaufort hi havia 440 unitats fiscals que integraven 1.039 persones, la mediana anual d'ingressos fiscals per persona era de 16.353 €.

### Activitats econòmiques
Dels 31 establiments que hi havia el 2007, 1 era d'una empresa alimentària, 2 d'empreses de fabricació d'altres productes industrials, 11 d'empreses de construcció, 2 d'empreses de comerç i reparació d'automòbils, 2 d'empreses de transport, 4 d'empreses d'hostatgeria i restauració, 1 d'una empresa financera, 3 d'empreses de serveis, 2 d'entitats de l'administració pública i 3 d'empreses classificades com a «altres activitats de serveis».
Dels 13 establiments de servei als particulars que hi havia el 2009, 1 era una oficina de correu, 1 una oficina bancària, 1 taller de reparació d'automòbils i de material agrícola, 1 guixaire pintor, 5 fusteries, 2 lampisteries, 1 perruqueria i 1 restaurant.
Dels 2 establiments comercials que hi havia el 2009, 1 era una botiga de menys de 120 m² i 1 una fleca.
L'any 2000 a Chapdes-Beaufort hi havia 48 explotacions agrícoles que ocupaven un total de 1.200 hectàrees.

## Equipaments sanitaris i escolars
El 2009 hi havia 1 escola elemental i 1 escola elemental integrada dins d'un grup escolar amb les comunes properes formant una escola dispersa.

## Poblacions més properes
El següent diagrama mostra les poblacions més properes.